# HAT-P-7
HAT-P-7 (Kepler-2) là một ngôi sao dãy chính loại F nằm cách chúng ta khoảng 1123 năm ánh sáng trong chòm sao Thiên Nga. Các cường độ rõ ràng của ngôi sao này là 10,5, có nghĩa là nó không phải là nhìn thấy được bằng mắt thường nhưng có thể được nhìn thấy với một nhỏ kính viễn vọng vào một đêm tối rõ ràng.

## Hệ hành tinh
Ngôi sao này chỉ có một hành tinh được biết đến là HAT-P-7b. Hệ thống sao này là trong đầu lĩnh vực xem của tàu vũ trụ hành tinh săn Kepler.
| Thiên thể đồng hành (thứ tự từ ngôi sao ra) | Khối lượng   | Bán trục lớn (AU) | Chu kỳ quỹ đạo (ngày) | Độ lệch tâm | Độ nghiêng | Bán kính      |
| ------------------------------------------- | ------------ | ----------------- | --------------------- | ----------- | ---------- | ------------- |
| b                                           | 1806±0036 MJ | 003813±000036     | 2204737±0000017       | <00040      | —          | 1.64± 0.11 RJ |